# Argyractis maguilalis
Argyractis maguilalis là một loài bướm đêm trong họ Crambidae.